# Loma de Pericón
Loma de Pericón är en ort i Mexiko.   Den ligger i kommunen La Misión och delstaten Hidalgo, i den sydöstra delen av landet, 190 km norr om huvudstaden Mexico City. Loma de Pericón ligger 1 280 meter över havet och antalet invånare är 154.
Terrängen runt Loma de Pericón är bergig norrut, men söderut är den kuperad. Runt Loma de Pericón är det ganska glesbefolkat, med 42 invånare per kvadratkilometer. Närmaste större samhälle är Jacala, 15,6 km sydväst om Loma de Pericón. I omgivningarna runt Loma de Pericón växer huvudsakligen savannskog.